# Pischelsdorf am Engelbach
Pischelsdorf am Engelbach är en ort och kommun  i Österrike. Den ligger i distriktet Braunau am Inn i förbundslandet Oberösterreich, 240 kilometer väster om huvudstaden Wien. 
Kommunen består av 33 orter (Ortschaften) (inom parentes invånarantal 1 januari 2024):

- Aich (6)
- Berg (0)
- Buch (35)
- Deimledt (8)
- Dessenhausen (76)
- Edt (16)
- Engelschärding (99)
- Erlach (58)
- Feldmühl (49)
- Glatzberg (11)
- Großgollern (20)
- Gschwendt (37)
- Hart (31)
- Humertsham (41)
- Irnstötten (23)
- Kager (10)
- Kaltenhausen (9)
- Kleingollern (28)
- Landerting (64)
- Moos (15)
- Ottendorf (80)
- Perleiten (13)
- Pfaffing (20)
- Pischelsdorf am Engelbach (406)
- Posching (7)
- Schmidham (223)
- Schwarzgröben (33)
- Siegerting (179)
- Stapfing (10)
- Stempfen (11)
- Unterhart (13)
- Wagenham (121)
- Wehrsdorf (29)